# 葛菲
葛菲（1974年10月9日—），江苏南通人，中国退役女子羽毛球运动员，擅長双打項目。多年占据羽毛球女子双打世界第一的位置，曾和搭档顾俊一起获得1996年和2000年两届奥运会的女双项目冠军，二人因此贏得「天下第一双」的美譽。她的丈夫孙俊同為羽毛球世界冠軍和國家隊隊員。

## 簡歷
1985年，葛菲進入江蘇省體校接受羽毛球訓練，後與顧俊搭檔練習雙打。1993年，二人在贏得全國羽毛球錦標賽後一起入選國家隊。
1996年7月，葛菲/顧俊的組合代表中國參加在美國亞特蘭大舉行的奧運會羽毛球比賽女子雙打項目；她們在晉級過程中所向披靡，四場賽事僅僅失了39分。決賽中，葛/顧面對當時世界排名第一的韓國組合吉永雅/張惠玉，結果葛/顧只花了36分鐘，便以2比0（15-5、15-5）輕鬆擊敗對手，奪得中國首面的羽毛球奧運金牌。
奧運會後，葛菲/顧俊接連贏得1997年世界羽毛球錦標賽冠軍、1998年亞洲運動會羽毛球比賽金牌和1999年世界羽毛球錦標賽冠軍等等；更在四年半間以無敵姿態取得全勝佳績，連勝紀錄長達100場左右。
2000年，葛菲/顧俊的組合代表中國參加在澳大利亞悉尼舉行的奧運會羽毛球比賽女子雙打賽事；在決賽以2比0（15-5、15-5）擊敗隊友黄楠雁/楊維，成功衛冕金牌。葛菲在此屆奧運會後宣佈退出國家隊。
值得一提，葛菲除了在女子雙打有優異表現外，在混合雙打的表現亦相當優秀。她與劉永的組合便曾贏得1997年世界羽毛球錦標賽和1997年度羽毛球世界杯混合雙打冠軍。
2001年，葛菲與未婚夫孫俊代表江蘇搭档出戰九運會混双賽事，最終成功摘取金牌，二人在此後正式宣布退役，為羽毛球生涯寫下完美句號。
退役後，葛菲在2001年進入南京大學深造，專業為行政管理。同時，她亦任職南京体育学院训练处副处长和南京市体育局局長助理，至2008年升任為南京市体育局副局長。2018年，葛菲当选第十三届全国人大代表。

## 個人生活
葛菲與拍檔顧俊合作雙打逾15年，但二人私下卻幾近沒有交流，只曾在2000年悉尼奧運會前的一場敗仗後，在教練安排下一起吃過一頓飯。另外，葛菲在悉尼奧運會結束後因自覺身心皆疲而選擇退出國家隊，但顧俊卻仍想參加多一屆奧運；最後，顧俊因找不到新搭檔，也被逼跟隨退出國家隊。
2002年5月8日，葛菲與同為羽毛球世界冠軍的國家隊隊友孫俊在南京結婚。

## 主要比賽成績
- 1992年

全国羽毛球锦标赛 女双冠军
- 1993年

泰国羽毛球公开赛 女双冠军
- 1994年

亞洲羽毛球錦標賽 女双冠军
马来西亚羽毛球公开赛 女双冠军
新加坡羽毛球公开赛 女双冠军
亞洲運動會羽毛球比賽 女双銅牌
泰国羽毛球公开赛 女双冠军
香港羽毛球公开赛 女双亚军
中国羽毛球公开赛 女双冠军
苏格兰羽毛球公开赛 女双冠军
世界羽毛球大奖赛总决赛 女双冠军
- 1995年

韩国羽毛球公开赛 女双亚军
日本尤尼克斯杯羽毛球公开赛 女双冠军
亞洲羽毛球錦標賽 女双冠军
蘇迪曼盃 冠军
印尼羽毛球公开赛 女双冠军
全英羽毛球公开赛 女双冠军
新加坡羽毛球公开赛 女双冠军
中国羽毛球公开赛 女双冠军
世界羽毛球大奖赛总决赛 女双冠军
- 1996年

中华台北羽毛球公开赛 女双冠军
日本羽毛球公开赛 女双亚军
全英羽毛球公开赛 女双冠军
奥林匹克运动会羽毛球比赛 女双冠军
羽毛球世界杯 女双冠军
- 1997年

日本羽毛球公开赛 女双冠军
韩国羽毛球公开赛 女双冠军
全英羽毛球公开赛 女双冠军
瑞士羽毛球公开赛 女双冠军
蘇迪曼盃 冠军
世界羽毛球锦标赛 女双、混双冠军
马来西亚羽毛球公开赛 女双冠军
羽毛球世界杯 女双、混双冠军
中国羽毛球公开赛 女双冠军
- 1998年

日本羽毛球公开赛 女双冠军
全英羽毛球公开赛 女双冠军
瑞士羽毛球公开赛 女双冠军
尤伯杯 冠军
新加坡羽毛球公开赛 女子双打冠军
亚洲羽毛球锦标赛 女双冠军
亞洲運動會羽毛球比賽 女团、女双冠军
- 1999年

日本羽毛球公开赛 女双冠军
世界羽毛球大奖赛总决赛 女双冠军
蘇迪曼盃 冠军
世界羽毛球锦标赛 女双冠军
马来西亚羽毛球公开赛 女双冠军
- 2000年

全英羽毛球公开赛 女双冠军
马来西亚羽毛球公开赛 女双冠军
泰国羽毛球公开赛 女双冠军
奥林匹克运动会羽毛球比赛 女双冠军

## 其他榮譽
- 国家体育运动荣誉奖章

## 外部連結
- 奥运名人堂：葛菲 第29届奥林匹克运动網站